# Blücherstraße 31 (Mönchengladbach)

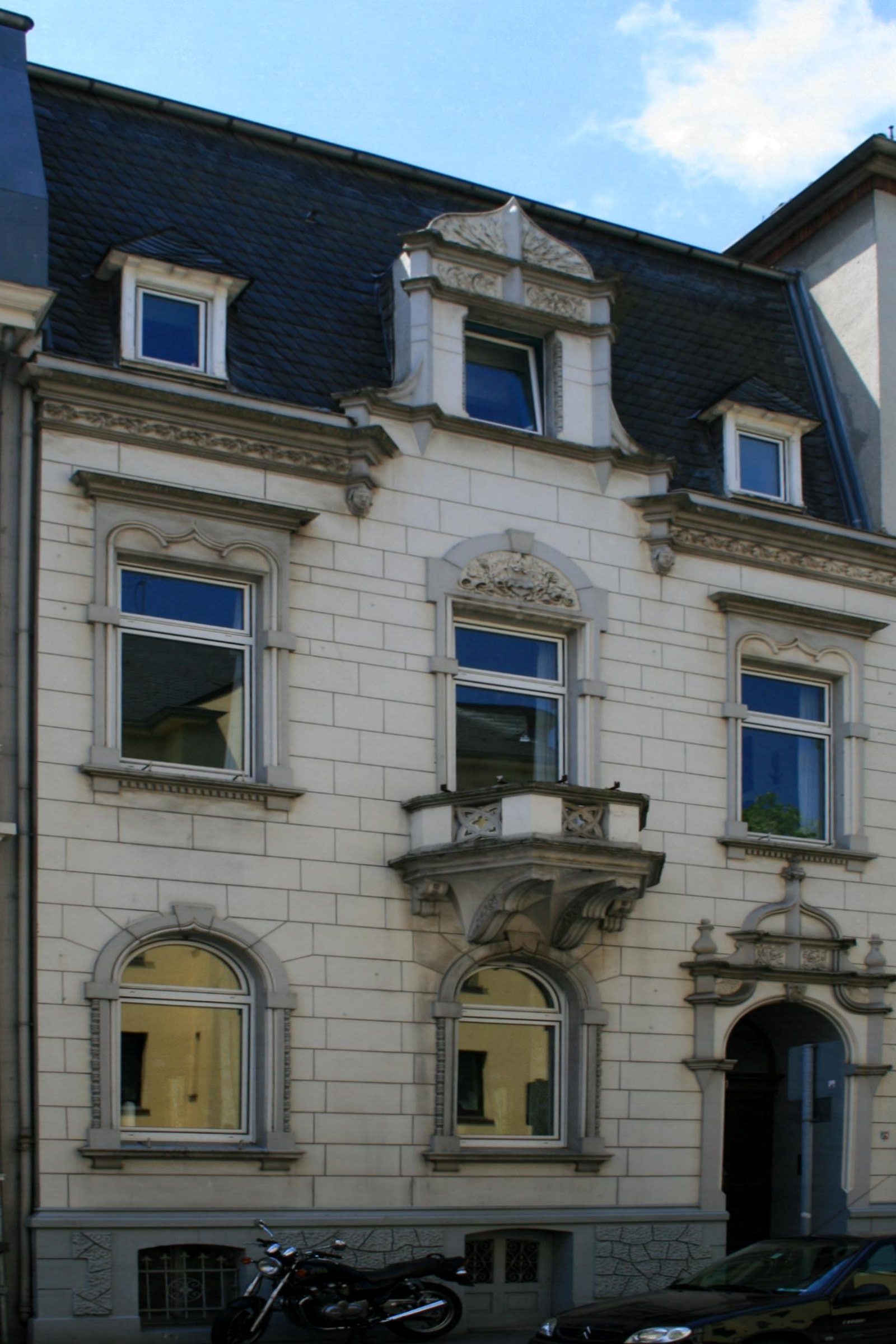
Wohnhaus (2010)

Das Wohnhaus Blücherstraße 31 steht im Stadtteil Gladbach von Mönchengladbach (Nordrhein-Westfalen).
Das Haus wurde Anfang des 20. Jahrhunderts erbaut. Es ist unter Nr. B 169 am 10. Januar 2005 in die Denkmalliste der Stadt Mönchengladbach eingetragen worden.

## Architektur
Das Objekt ist ein zweigeschossiges, dreiachsiges Wohnhaus mit einer durch Quaderimitationen gegliederten Stuckfassade. Ein Gesims schließt den Rustikasockel in Polygonalmauerwerk-Imitation ab. In der mittleren Achse liegt der straßenseitige Kellergeschoss-Zugang, das in der linken Achse sitzende Kellergeschoss-Fenster ist vergittert. Die Erdgeschoss-Fenster besitzen eine gerundete Stuckrahmung, die Obergeschoss-Fenster sind hochrechteckig ausgebildet. Die beiden äußeren Fenster sind mit je einem Architrav überfangen, die mittlere Wandöffnung ist als Ausgang auf einen Balkon mit flacher Stuckrahmung und floral gefüllter Supraporte ausgebildet.
Das Mansarddach besitzt eine Schieferdeckung in altdeutscher Deckart. Zwei kleine Walmdachgauben mit Schieferdeckung flankieren den mittelaxialen Stuckgiebel. Die flach geneigte Mansarddachfläche ist nicht einsehbar, der Speicher nicht ausgebaut. Der Hauseingang in der rechten Hausachse besitzt die originale doppelflügelige Haustür aus Holz. Der Zugang wird gerahmt von einer aufwändig gestalteten Stuckrahmung. In der mittleren Achse des Obergeschosses kragt ein fünfseitiger Balkon auf geschwungenen Konsolen vor, die Brüstung ist durch je einen Vierpass in einem quadratischen Feld durchbrochen.
Das Objekt ist bedeutend für die Geschichte des Menschen, für Städte und Siedlungen. Für seine Erhaltung und Nutzung liegen wissenschaftliche, architekturgeschichtliche und städtebauliche Gründe vor und ist als Denkmal schützenswert.